# Brett Dean
Brett Dean (Brisbane, 23 de octubre de 1961) es un compositor, violista y director de orquesta australiano.

## Carrera
Estudió en el conservatorio de Queensland donde recibió una Medalla de Excelencia. De 1985 a 1999, Dean fue violista en la Orquesta Filarmónica de Berlín. En 2000, decide seguir una carrera como artista libre y regresó a Australia. Como compositor y músico, es un invitado habitual de muchos escenarios de conciertos profesionales por todo el mundo.
Brett Dean fue director Artístico de la Academia Nacional de Música australiana en Melbourne hasta junio de 2010 cuando su hermano, Paul Dean, asumió el puesto.
La Orquesta Sinfónica de Melbourne celebró el 50.º aniversario de Brett Dean, y su contribución a la música como compositor, intérprete y maestro, en su Festival Metropolis de 2011.
En septiembre de 2011, fue compositor residente en el Festival de Música de cámara de Trondheim.
Su primera ópera, Bliss, basada en la novela homónima de Peter Carey, se estrenó por la Ópera de Australia en 2010. 